# Chilasa moerneri
Chilasa moerneri är en fjärilsart som först beskrevs av Aurivillius 1919.  Chilasa moerneri ingår i släktet Chilasa och familjen riddarfjärilar. Inga underarter finns listade i Catalogue of Life.